# Galapagos (powieść)
Galápagos (tyt. oryginału Galapagos) – powieść science-fiction amerykańskiego pisarza Kurta Vonneguta. Powieść jest ironiczną krytyką człowieka i cywilizacji oraz żartem z teorii ewolucji. Jest też jednocześnie jej pochwałą. Przekonania Vonneguta leżały bowiem jak najdalej od koncepcji inteligentnego projektu.

## Treść powieści
Narratorem powieści jest duch Leona Trouta, syna fikcyjnego pisarza science-fiction Kilgore’a Trouta. Leon Trout dezerteruje z armii amerykańskiej podczas wojny w Wietnamie nie mogąc znieść okrucieństwa swoich towarzyszy broni i uzyskuje azyl polityczny w Szwecji, gdzie pracuje w stoczni jako spawacz.  Ginie przy budowie statku wycieczkowego "Bahia de Darwin" w wyniku bezbolesnej dekapitacji przez spadającą blachę.
Mimo wielokrotnych ponagleń ojca nie korzysta z szansy udania się w zaświaty i spędza na Ziemi milion lat jako duch, najpierw na Bahii de Darwin, później na jednej z wysp archipelagu Galapagos, Santa Rosalii. O swoich doświadczeniach opowiada w powieści, stosując przy tym liczne retrospekcje.
Właściwa akcja powieści zaczyna się w 1986 roku. Jej główni bohaterowie to grupka uczestników "Przyrodniczej Wyprawy Stulecia", którzy z różnych względów nie zrezygnowali z udziału w niej, mimo że w międzyczasie wybuchł światowy kryzys ekonomiczny, co całkowicie zdestabilizowało gospodarkę wielu krajów, w tym Ekwadoru. Są to:
- Mary Hepburn, nauczycielka przyrody z Ilium w stanie Nowy Jork.
- Adolf von Kleist, admirał marynarki Ekwadoru, kapitan Bahii de Darwin, sybaryta.
- Hisako Hiroguchi, żona japońskiego geniusza komputerowego Zenjiego Hiroguchiego, twórcy urządzenia o nazwie Mandarax, które potrafiło tłumaczyć kilkaset języków, diagnozować tysiąc chorób i było księgą cytatów.
- Selena MacIntosh, niewidoma córka Andrew Macintosha, amerykańskiego finansisty.
- Sześć dziewczynek z fikcyjnego indiańskiego plemienia ludożerców Kanka-bono, zamieszkującego lasy Ekwadoru; choć w 1986 roku zdroworozsądkowe prognozy przewidywały zagładę kultury Kanka-bonów, to właśnie te Kanka-boni (Sinka, Lor, Lira, Dirno, Nanno i Keel), przypadkowe pasażerki "Bahia de Darwin", zostały pramatkami znaczącej większości wszystkich przyszłych ludzi.

Wszyscy oni uciekli z Guayaquil od panującej w mieście anarchii i inwazji Peru na Ekwador, którą omyłkowo zinterpretowali jako apokaliptyczny deszcz meteorytów. Płynąc statkiem "Bahia de Darwin" przypadkowo wylądowali na Santa Rosalii. Równocześnie na Targach książki we Frankfurcie kilka kobiet dostało gorączki, w wyniku której stały się bezpłodne. Wirus tej gorączki rozprzestrzenił się na cały świat poza kilkoma wyspami, w tym Galapagos.
Adolf von Kleist został nowożytnym Adamem, a Hisako oraz sześć Kanka-bonek – nowożytnymi Ewami. To oni dali początek całemu rodzajowi ludzkiemu. Przez milion lat Homo sapiens ewoluował na wyspie w gatunek przypominający fokę: z płetwami zamiast rąk i opływową czaszką, której rozmiary wymusiły zmniejszenie objętości mózgu. Przedstawiciele tego gatunku mogli długo pozostawać pod wodą łowiąc ryby, a w czasie wolnym wylegiwali się na plaży wyspy. Liczebność populacji regulowały orki i rekiny.
Narrator opowieści nie widzi w tym fakcie tragedii. Wręcz przeciwnie, krytykuje dwudziestowieczną ludzkość, ukazując paradoksy i absurdy obecne w jej zachowaniu. Ludzkie wielkie mózgi, konstatuje, nie były najbardziej udanym wytworem ewolucji, lecz jej błędem, ślepą uliczką i zbędnym dodatkiem, jak na przykład wielkie rogi dziś już wymarłego irlandzkiego łosia. Wskazuje też na niepewność ludzkich przekonań (nawet tych najbardziej racjonalnych) i uczula na rolę przypadku w historii.